# Halmopota septentrionalis
Halmopota septentrionalis är en tvåvingeart som beskrevs av Canzoneri och Giuseppe Giovanni Antonio Meneghini 1974. Halmopota septentrionalis ingår i släktet Halmopota och familjen vattenflugor. Inga underarter finns listade i Catalogue of Life.